# Miroslav Malovrh
Miroslav Malovrh (ur. 17 października 1861 w Lublanie, zm. 7 marca 1922 tamże) – słoweński pisarz, poeta, tłumacz, dziennikarz, redaktor i działacz kulturowy. Pisał pod pseudonimami: Fr. Remec, Zvonimir Šepetavec, Tinček Hudaklin, Franjo Lipič, Vinko Ruda.

## Życie
Malovrh studiował filozofię na uniwersytetach w Zagrzebiu i Grazu. W roku 1844 zaczął pracę jako redaktor w humorystycznym triesteńskim czasopiśmie Jurij s pušo, a w latach 1897−1918 był stałym współpracownikiem gazety Slovenski narod. Był jednym z założycieli Družtva slovenskih književenikov in časnikarjev (Towarzystwa Słoweńskich Literatów i Dziennikarzy) oraz zainicjował powstanie wydawnictwa Narodna založba.
Malovrh przyczynił się do aktywizacji słoweńskiej działalności kulturowej. Słynął z wolnomyślicielskich zapatrywań patriotyczno-liberalnych. Prowadził ostrą polemikę z nurtem klerykalnym. Swoje poglądy wyrażał nie tylko w artykułach i felietonach pisanych do Slovenskiego Narodu, ale również w swojej twórczości literackiej. Doskonały przykład stanowią opowiadania historyczne Kralj Matjaž i Zaljubljeni kapucin (podtytuł Vesela povest iz ljubljanske preteklosti.
Pod koniec drugiej dekady XX wieku Malovrh ciężko zachorował. Ostatnie lata życia spędził w hospicjum w Studencu pri Ljubljani. Powodem jego śmierci był postępujący paraliż.

## Twórczość
Miroslav Malovrh obok prowadzenia działalności dziennikarskiej publikował utwory literackie. Główne miejsce w jego twórczości zajmują krótkie formy prozatorskie, przede wszystkim opowiadania historyczne (A. Lah określa go mianem klasyka słoweńskiej lekkiego opowiadania historycznego), choć na swoim koncie ma również kilka opowiadań rozgrywających się we współczesnych mu czasach.
Pisarz w swoich opowiadaniach przenosił akcję do różnorodnych epok historycznych. Na devinski skali rozgrywa się w XII wieku; Opatov proporščak w XV wieku; Kralj Matjaž w drugiej połowie XIX stulecie podczas buntów chopskich. Do tego samego wieku przenosi awanturnicze opowiadanie Strahovalci dveh kron; a Pod novim orlom, z silną nutą ideologii narodowej i antyaustryjackiej,podobnie jak i Ljubezen Končanove Klare oraz Skušnjave Tomaža Krmežljavčka w okresie napoleońskim.
Do utworów Malovrha, których akcja toczy się we współczesnych mu czasach należą: Žrtev razamer: zapiski kranjskega kaplan, Renegat:povest iz tržaškega življenja,Koristka,V hiši žalost: povest iz tržaškega življenja, Premaganci, Na robu prepada.
Malovrh wydał również dwa zbiory humoresek: Greh in Smeh oraz Burke i Porednosti.
W roku 1880 jako niespełna 19-letni młodzieniec wydał tomik poezji zatytułowany Pesni, w którym rozbrzmiewają echa twórczości Heinega.
Istnieje podejrzenie, że opowiadanie Stara devica z 1908 roku, opublikowana pod nazwiskiem K. Oblak, jest autorstwa Malovrha.

## Tłumaczenia
Malovrh zajmował się także przekładem. Na potrzeby Sloveskiego narodu tłumaczył z języka francuskiego, języka włoskiego i języka rosyjskiego. Przełożył i przeredagował niezwykle popularaną w jego czasach powieść w odcinkach Tolovajski poglavar Črni Jurij in njegovi divji tovariši wychodząca w latach 1903–1905 nakładem wydawnictwa Fisher. Powieść liczyła w sumie 1968 stron. Bardziej znana była pod tytułem: Strah na sokolskem gradu.

## Spis utworów
Poezja:
- Pesni, 1880

Proza - opowiadania:
- Opatov praproščak, 1903
- Žrtev razamer: zapiski kranjskega kaplan, 1903
- Renegat:povest iz tržaškega življenja, 1903
- Pod novim orlom, 1904
- Kralj Matjaž, 1904
- Na devinski skali, 1905
- Koristka, 1905
- V hiši žalost: povest iz tržaškega življenja, 1906
- Strahovalci dveh kron, 1907
- Zadnji rodovine Benalja, 1909
- Ljubezen Končanove Klare, 1910
- V Študentovskih ulicah, 1910
- Zaljubljeni kapucin, 1910
- Ljubezen in junaštva strahopetnega praporščaka, 1910
- Na robu prepada, 1910
- Skušnjave Tomaža Krmežljavčka, 1911

Nowele:
- Premaganci, 1908

Zbiory szkiców:
- Greh in smeh, 1912
- Burke in porednosti, 1914